# Luís Zambujo
Luís Rafael Margaça Garcia Zambujo (sinh ngày 29 tháng 9 năm 1986) là một cầu thủ bóng đá người Bồ Đào Nha thi đấu cho S.C. Farense ở vị trí tiền vệ chạy cánh.

## Sự nghiệp câu lạc bộ
Sinh ra ở Portel, Évora, Zambujo thi đấu bóng đá trẻ cho S.L. Benfica. Anh có màn ra mắt chuyên nghiệp năm 2006 cùng với C.D. Olivais e Moscavide tại Giải bóng đá hạng nhất quốc gia Bồ Đào Nha, và thay đổi giữa cấp độ này với Portuguese Second Division các năm sau đó.
Mùa hè năm 2011, Zambujo ký hợp đồng với Portimonense S.C. ở hạng hai, Vào tháng 1 năm 2013, sau khoảng thời gian ngắn với C.F. Os Belenenses, anh trở lại câu lạc bộ cũ, ghi bàn thắng đầu tiên trong giải đấu để giúp đội bóng có chiến thắng 4–0 trên sân nhà trước C.D. Tondela.